# Mokkapot

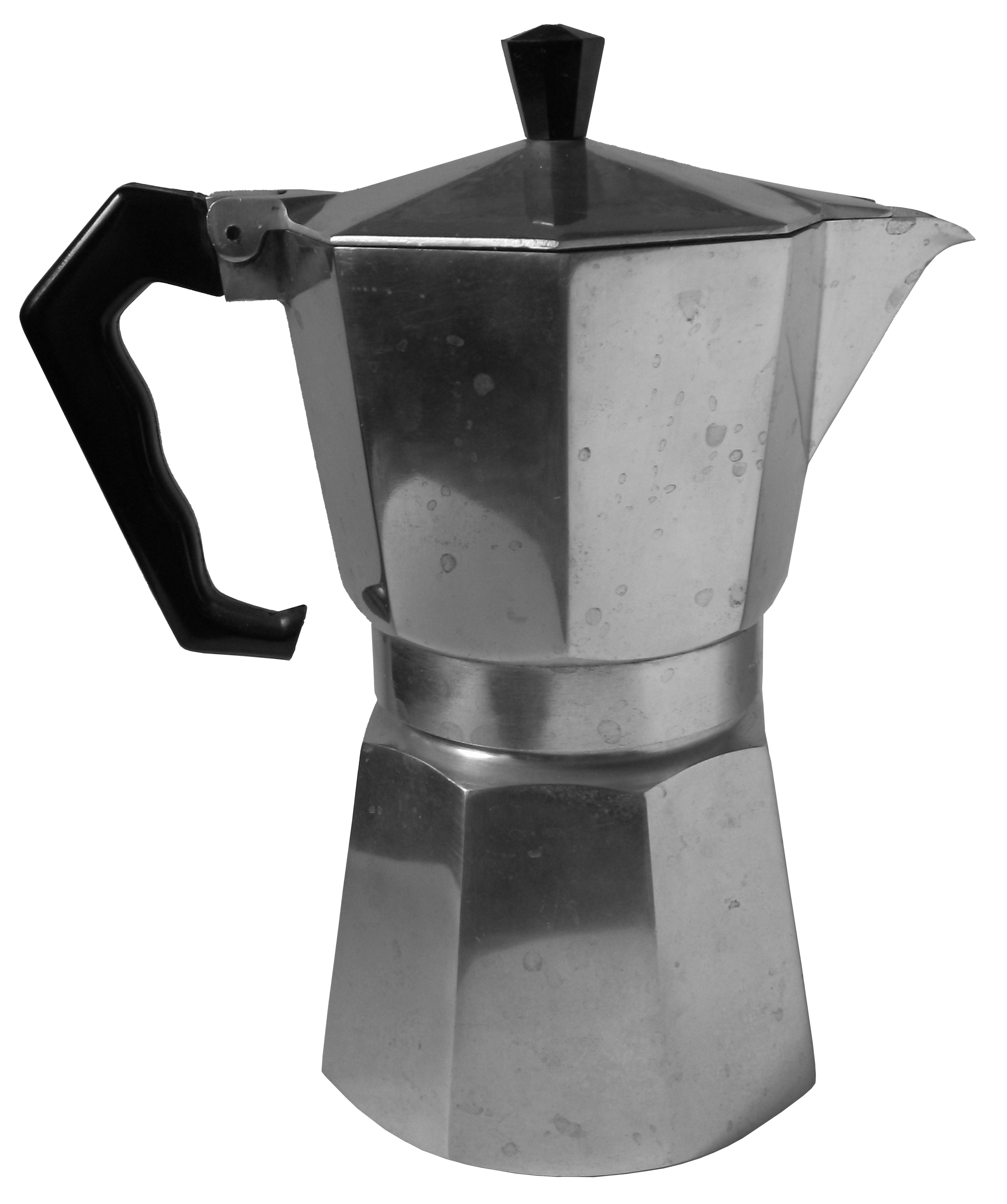
Een Bialetti Moka Express

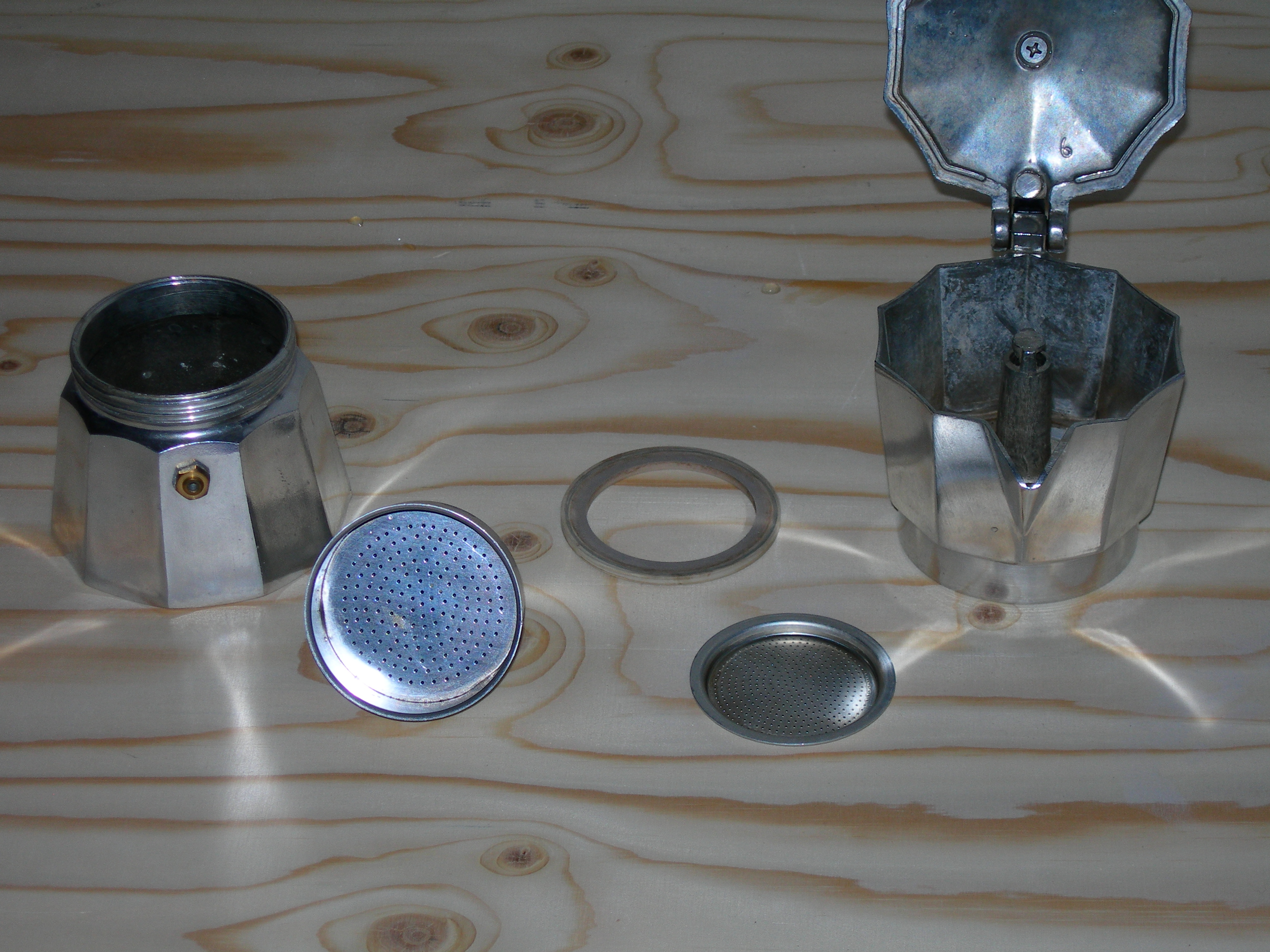
Onderdelen van de Moka Express pot

Water kookt, gaat door de fijngemalen koffie heen en wordt opgevangen in het bovenste reservoir

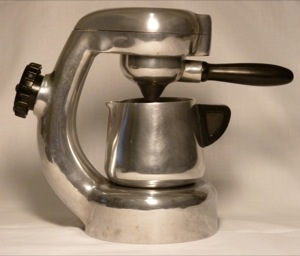
De Atomic van Giordano Robbiati

Een mokkapot of moka is een apparaat waarmee koffie kan worden bereid. De moka wordt ook vaak percolator genoemd, de werking van een koffiepercolator is echter net iets anders. 
De Italiaan Luigi di Ponti, werkend voor Alfonso Bialetti, kreeg in 1933 het idee om onder druk heet water door gemalen koffie te persen, toen hij het mechanisme van een wasmachine zag dat warm water onder druk door het wasgoed omhoog drukte. Hij bedacht een achthoekig aluminium potje. De koffie die ermee wordt gezet valt niet onder de noemer espresso omdat de druk van ongeveer 1,5 bar veel lager is dan die in een espressomachine. Hierdoor ontbreekt ook het cremalaagje op de gezette koffie. Naast de zeer fijne espressomaling wordt in een moka vaak ook een 'normale' maling gebruikt. Dit type koffiezetter is in veel Italiaanse huishoudens aanwezig. Er zijn potten van verschillende merken in diverse prijsklassen en grootte. Het bedrijf van Bialetti produceert de pot nog steeds onder de merknaam Moka Express. Het apparaat wordt op een kookplaat of gasbrander verwarmd.

## Vormen
Het oorspronkelijke ontwerp is van aluminium. Er zijn echter ook versies verkrijgbaar van roestvast staal, of deels van kunststof of porselein. De grootte verschilt, van een eenkops- tot een achtenveertigkopspot, groot genoeg voor een gezin. Er is ook een elektrische pot verkrijgbaar.
Een machine die volgens hetzelfde principe werkt als de mokkapot is de Atomic, een creatie uit 1946 van de Italiaanse industrieel ontwerper Giordano Robbiati. De Atomic is van aluminium en uit een stuk gegoten. Water gaat via een vuldop achter op de hals naar beneden en de gemalen koffie gaat in de filterhouder. Door verhitting van onderaf gaat het water koken, waardoor er in de hals van de machine stoom ontstaat die het hete water door een pijpje omhoog en door het filter met koffie duwt. De druk in de machine is vergelijkbaar met, of iets hoger dan in de Moka Express. Een bijzondere extra eigenschap van de Atomic is dat de machine een stoompijpje heeft om melk mee op te schuimen voor cappuccino. De productie van de Atomic stopte in 1986. Sindsdien heeft het apparaat een hoge verzamelwaarde.

## Werking
Een mokkapot van het merk Moka Express bestaat uit vijf onderdelen (v.l.n.r. op het plaatje):
- waterreservoir,
- metalen filterhouder voor de koffie,
- rubberen ring,
- metalen filter om ervoor te zorgen dat de koffie blijft waar ze is,
- opvangbakje.

Het waterreservoir en het opvangbakje zijn op elkaar te schroeven, het filter voor de koffie gaat daartussenin en aan de onderkant van het opvangbakje zit het filter met daaronder de rubber ring. De rubberen ring zorgt ervoor dat het tweede filter op zijn plek blijft en dat het waterreservoir en het opvangbakje luchtdicht op elkaar zitten.
Als water in het waterreservoir gaat koken (A) ontstaat er druk in het reservoir. Hierdoor wordt water via het buisje en het onderste filter door de koffie heen omhoog geperst. Het koffiemaalsel geeft daar zijn smaak af aan het water. De vloeistof wordt daarna via het bovenste pijpje opgevangen in het bovenste bakje (C). Het bovenste filter verhindert dat gemalen koffie met de vloeistof meegaat.
Meestal is in het waterreservoir een veiligheidsventiel aangebracht om eventuele overdruk te laten ontsnappen.

## Gebruik
Bij een nieuwe mokkapot zal de koffie de eerste keren een metaalachtige bijsmaak hebben. Na enige tijd zal een vettige aanslag ontstaan op het aluminium. Deze laag voorkomt contact van de koffie met het metaal en geeft de karakteristieke smaak van de zetmethode. Een mokkapot mag niet schoongemaakt worden met zeep omdat dit de vettige laag zou doen verwijderen. Reiniging met heet water volstaat, eventueel door de pot door te laten spoelen met een leeg koffiefilter.
De smaak van de bereide koffie is enigszins bitter, omdat de gemalen koffie in het filter heet wordt voordat het water erdoorheen gaat. Dit kan verminderd worden door het reservoir met kokend water te vullen, en zo de kooktijd sterk te bekorten. Ook een niet goed schone pot geeft een bitterder smaak af.
De ideale koffiemaling voor de zetmethode zit tussen espressomaling en snelfiltermaling in. De fijnere espressomaling gaat te gemakkelijk door de gaatjes van het filter. Wanneer het filter ten dele gevuld wordt met koffie, maar met een vol waterreservoir, dan verkrijgt men caffè lungo: een minder sterke koffie. Het is niet goed mogelijk minder kopjes koffie te zetten dan waarvoor de pot bedoeld is. Daarom zijn ze in veel verschillende formaten te koop. De capaciteit wordt aangegeven in eenheden van 50 ml, naar de maat van een espresso.
De koffie is klaar zodra de typische pruttelgeluiden te horen zijn. De pot mag dan niet langer verhit worden, omdat de koffie anders gaat koken en de rubberen afdichtring kan smelten.